# الكأس السوفيتي 1986–87
الكأس السوفيتي 1986–87 هو الموسم 46 من كأس الاتحاد السوفيتي. أقيم خلال الفترة 3 مايو 1986 وحتى 14 يونيو 1987، وأشرف على تنظيمه الاتحاد السوفيتي لكرة القدم، وكان عدد الأندية المشاركة فيه 80، وفاز فيه دينامو كييف.